# ジョゼフ＝ボニファス・フランク
ジョゼフ＝ボニファス・フランク（Joseph-Boniface Franque、姓は Francou とも、1774年8月11日 - 1833年11月14日）はフランスの画家である。

## 略歴
ドローム県のビュイ＝レ＝バロニ (Buis-les-Baronnies) で生まれた、双子の兄弟に、画家になったジャン＝ピエール・フランク (Jean-Pierre Franque: 1774 - 1860) がいる。兄弟はフランス革命の後、1792年に作られた全国から若者を選抜して美術教育の資金援助をする制度によって選ばれた学生で、後にジャック＝ルイ・ダヴィッドの弟子になった。ダヴィッドのスタジオでは、ピエール＝モーリス・ケー (Pierre-Maurice Quay: 1777 - 1803) をリーダーとした「バルビュ派」として行動したとされる。
ナポレオンの治世下で活動し、ナポレオン1世の妹のエリザ・ボナパルトがトスカーナ大公国の大公に即位した後、1812年にイタリアに移り、1813年にトスカーナのカッラーラの美術学校の美術教師に任じられた。1814年にナポレオンが失脚した後、ナポリ美術アカデミーで教え、後に校長になった。
代表作はヴェルサイユ宮殿にある『マリア・ルイーザと息子のナポレオン2世』である。ナポリで没した。

## 作品

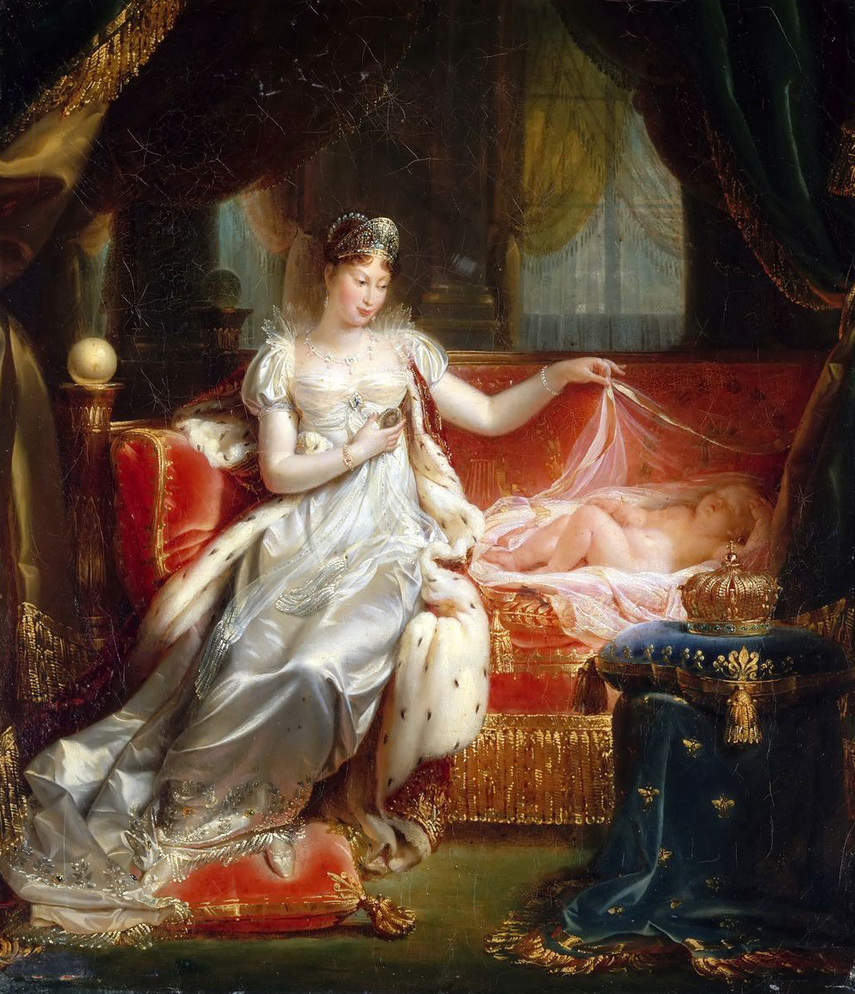
マリア・ルイーザとナポレオン2世 (1811)
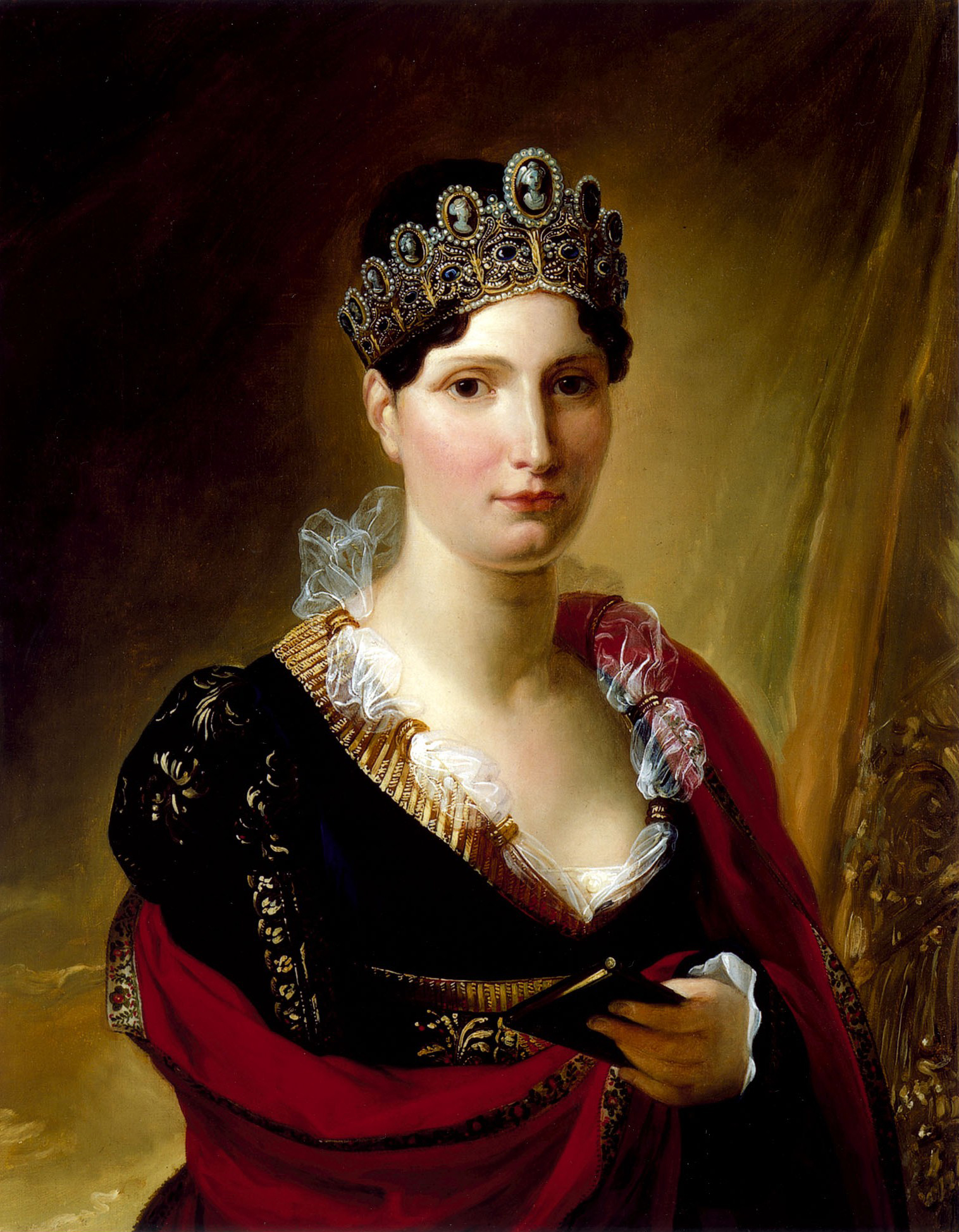
エリザ・ボナパルト
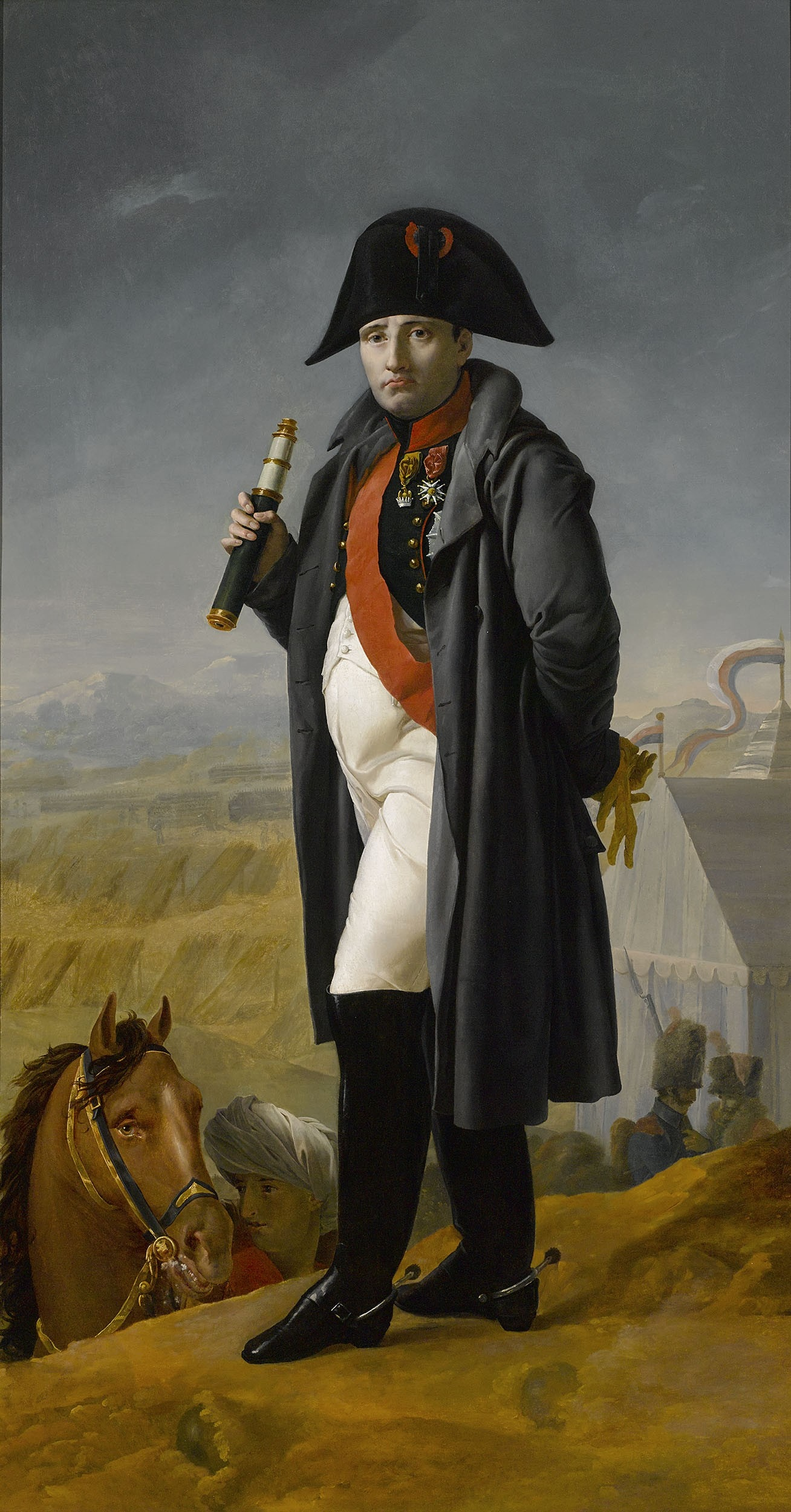
モスクワの戦いのナポレオン